# Dodge Charger SE
Der Dodge Charger SE (alternative Schreibweise: Charger S/E) ist ein viersitziges Personal Luxury Coupé, das der US-amerikanische Automobilkonzern Chrysler in den Modelljahren 1975 bis 1978 unter der Marke Dodge anbot. Eine speziell ausgestattete Variante wurde in dieser Zeit vorübergehend als Charger Daytona verkauft. Diese Charger-Generation ist ein Schwestermodell des zeitgenössischen Chrysler Cordoba und ist wie dieser komfortbetont ausgelegt; eine Verbindung zu den sehr sportlichen Muscle-Cars, die bis 1974 als Dodge Charger vermarktet worden waren, gibt es nicht.

## Entstehungsgeschichte

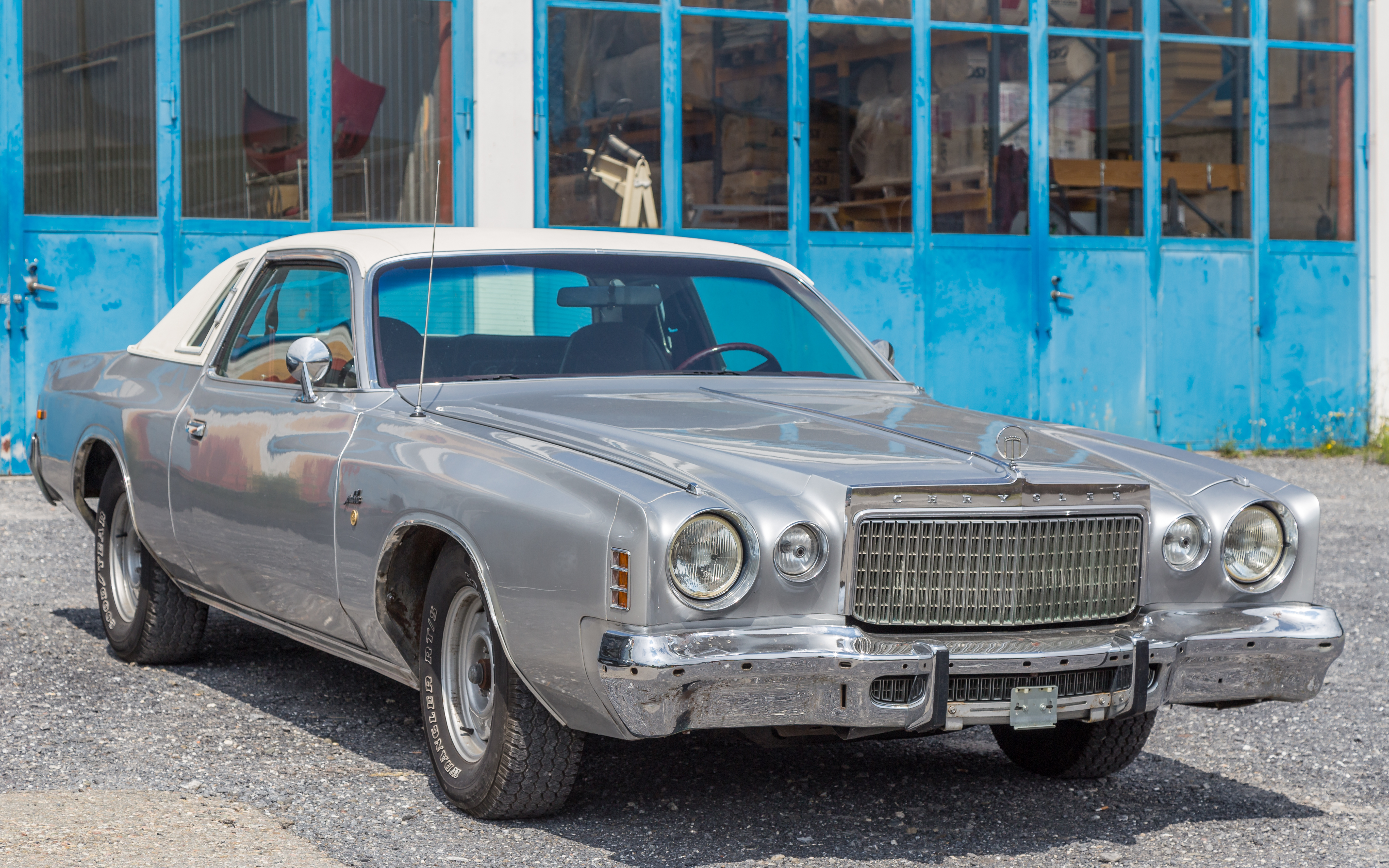
Schwestermodell des Charger SE: Chrysler Cordoba (erste Serie)

Der Chrysler Cordoba war das erste Modell des Chrysler-Konzerns in der Klasse der Personal Luxury Cars. Er zielte auf Konkurrenten wie den Pontiac Grand Prix und den Chevrolet Monte Carlo, die seit 1969 bzw. 1970 jährlich in sechsstelligen Stückzahlen produziert wurden. Weil der Konzern seine Marken Chrysler und Plymouth über ein anderes Händlernetz vertrieb als die Marke Dodge und die Dodge-Händler dieses Marktsegment ebenfalls bedienen wollten, musste Chrysler ein Schwestermodell des Cordoba für Dodge entwickeln. Dieses Schwestermodell erhielt die Bezeichnung Dodge Charger SE.
Der Absatz des Charger SE blieb hinter den Erwartungen zurück. Der Chrysler Cordoba verkaufte sich in den Modelljahren 1975 bis 1978 insgesamt etwa fünfmal häufiger als der Charger SE. Zu Beginn des Modelljahrs 1978 wurde die Produktion des Charger SE eingestellt. Zwar gab es offiziell 1978er-Modelle; sie waren tatsächlich aber 1977 hergestellte Fahrzeuge, die nicht abverkauft worden waren. Für das Modelljahr 1978 brachte Dodge den Magnum als Ersatz für den Charger SE heraus. Der Magnum entsprach technisch dem Charger SE, unterschied sich von ihm aber äußerlich durch eine neu gestaltete, angeblich aerodynamisch günstigere Frontpartie. Zudem hatte der Magnum eine sportlichere Ausrichtung bekommen. Er blieb nur bis 1979 im Programm; danach führte Dodge den neuen, etwas kleineren Mirada ein.
Im Modelljahr 1976 verkaufte Dodge ein weiteres Fahrzeug unter der Bezeichnung Charger (ohne den Zusatz „SE“). Dieses Modell war die Coupé-Version der Mittelklassereihe Dodge Coronet. Obwohl der Charger SE und das Charger genannte Coronet-Coupé technisch verwandt waren, gab es in der Karosseriegestaltung und der Marktpositionierung keine Gemeinsamkeiten; der Charger SE war deutlich hochwertiger und auch teurer. Außerdem gab es für den einfachen Charger Sechszylindermotoren, die im Charger SE nicht erhältlich waren. Die Verwendung einer Modellbezeichnung für zwei unterschiedliche Fahrzeuge im gleichen Modelljahr verwirrte die Kundschaft und hatte nur ein Jahr Bestand. Der Basis-Charger wurde ab 1977 unter der Bezeichnung Dodge Monaco verkauft.

## Modellbeschreibung

### Fahrwerk
Der Dodge Charger SE baut auf Chryslers 1961 eingeführter B-Plattform auf. Grundlage ist ein Kastenrahmen. Die Vorderräder sind an Querlenkern mit Drehstabfedern aufgehängt, hinten ist es eine Starrachse mit Blattfedern.

### Karosserie
Der Dodge Charger SE wurde ausschließlich als zweitüriges Stufenheckcoupé angeboten. Der SE hat (anders als die sportliche Variante Charger Daytona) serienmäßig ein Vinyldach. Optisch entspricht der Dodge weitestgehend dem Chrysler Cordoba, der in der amerikanischen Presse als „sehr gute Kreuzung aus einem Chevrolet Monte Carlo und einem Jaguar XJ6“ wahrgenommen wurde. Insbesondere die runden Leuchteneinheiten an der Frontpartie stellten Assoziationen zum Jaguar her. Die Türen beider Schwestermodelle waren mit 147 cm die breitesten, die jemals in einem amerikanischen Automobil verbaut wurden. Das erleichterte den Zugang zu den Rücksitzen, beeinträchtigte andererseits aber in engen Parklücken. Äußerlich eigenständig ist die Heckpartie des Charger SE: Anders als der Chrysler Cordoba hat der Charger SE viereckige, waagerecht ausgerichtete Rückleuchten, die seitlich in die Wagenflanken hineinreichen. Ein weiteres Unterscheidungsmerkmal ist die Kühlermaske: Während die Kühlluftöffnung beim Chrysler mit einem engmaschigen Gitternetz verkleidet ist, hat der Dodge waagerecht angeordnete Zierstreben.

### Motorisierung
Die Motorisierung des Charger SE entspricht der des ersten Chrysler Cordoba. In den Modelljahren 1975 und 1976 war ein 5,9 Liter (360 cui) großer Achtzylinder-Ottomotor die Standardmotorisierung, wahlweise waren V8-Motoren mit 5,2 Liter (318 cui) und 6,6 Liter (402 cui) Hubraum erhältlich. 1977 und 1978 wurde das 6,6 Liter große Triebwerk zur Standardmotorisierung, während die beiden kleineren Motoren wahlweise verfügbar waren. Mit Beginn des Modelljahrs 1978 waren alle Motoren zwecks Senkung des Benzinverbrauchs mit Chryslers Lean Burn System ausgestattet. Im Bundesstaat Kalifornien, der besonders strenge Abgasvorschriften aufstellte, wichen die Motoren teilweise von diesen Standards ab. Als Kraftübertragung diente in allen Fällen Chryslers TorqueFlite-Dreigangautomatik.
| Motorisierungen des Dodge Charger SE (Leistung in SAE-PS) | Motorisierungen des Dodge Charger SE (Leistung in SAE-PS) | Motorisierungen des Dodge Charger SE (Leistung in SAE-PS) | Motorisierungen des Dodge Charger SE (Leistung in SAE-PS) |
| Modelljahr                                                | 5,2 Liter V8 (318 cui)                                    | 5,9 Liter V8 (360 cui)                                    | 6,6 Liter V8 (402 cui)                                    |
| --------------------------------------------------------- | --------------------------------------------------------- | --------------------------------------------------------- | --------------------------------------------------------- |
| 1975                                                      | 150                                                       | 180                                                       | 165                                                       |
| 1976                                                      | 150                                                       | 170                                                       | 170 240                                                   |
| 1977                                                      | 135                                                       | 155 170                                                   | 195                                                       |
| 1978                                                      | 140                                                       | 155 170                                                   | 190                                                       |

## Sondermodell Charger Daytona

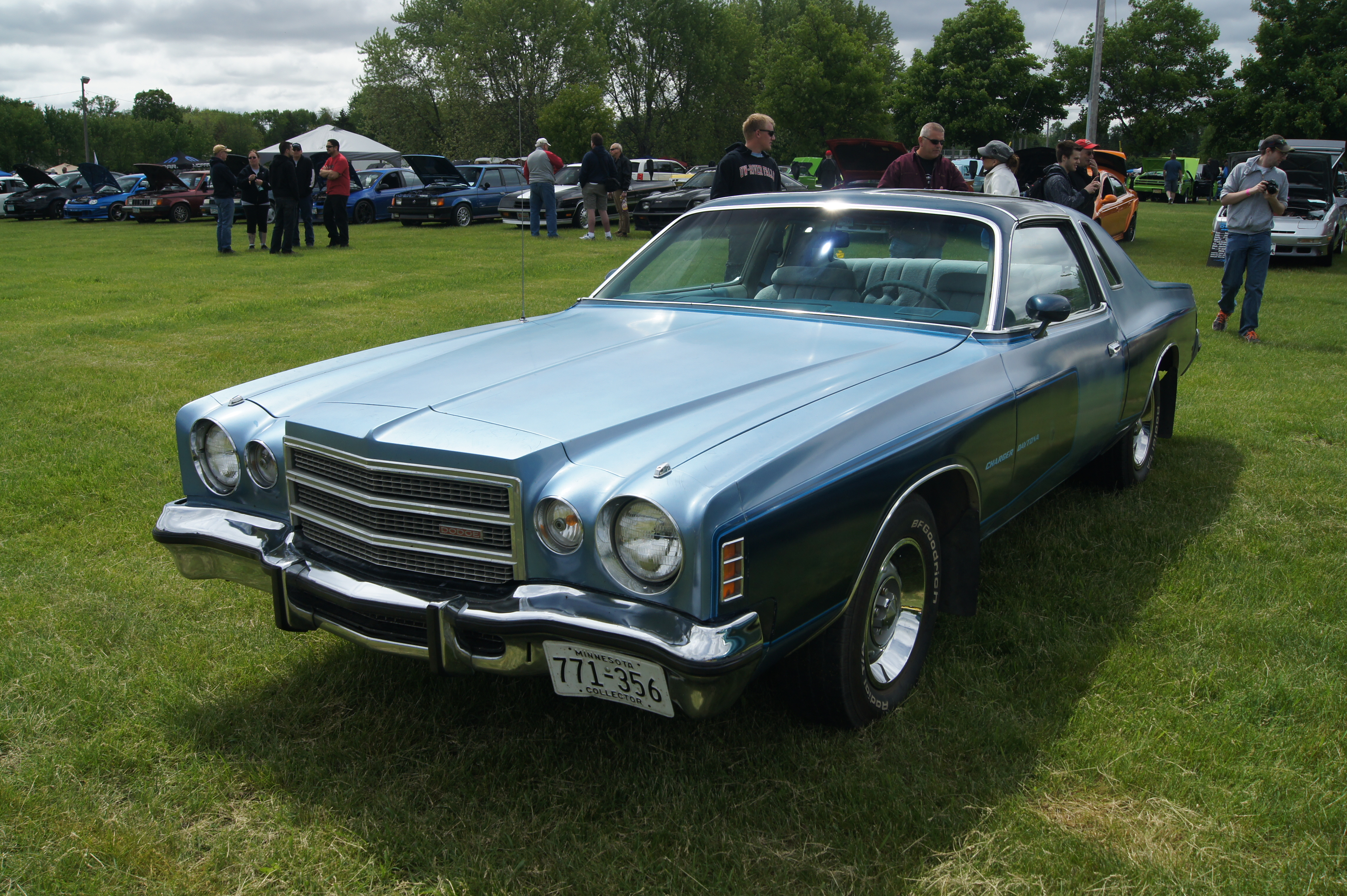
Dodge Charger Daytona (1977)

Zum Modelljahr 1976 ergänzte Dodge den Charger SE um das Modell Charger Daytona, das im Gegensatz zum SE betont sportlich aufgemacht war. Der Charger Daytona wurde serienmäßig mit einer Zweifarblackierung verkauft. Das beim Charger SE übliche Vinyldach entfiel; stattdessen war das Dachteil über den Vordersitzen in einer anderen Farbe lackiert als über den Rücksitzen. Im Gegensatz zum Charger SE erhielt der Charger Daytona serienmäßig einen Stabilisator an der Hinterachse. Abgesehen davon gab es keine Abweichungen vom Charger SE; auch die verfügbaren Motorisierungen stimmten überein. Der Charger Daytona blieb auch 1977 im Programm; 1978, im letzten Jahr des Charger SE, war sie dagegen nicht mehr erhältlich.

## Produktion
| Produktionszahlen Dodge Charger SE und verwandte Modelle im Vergleich | Produktionszahlen Dodge Charger SE und verwandte Modelle im Vergleich | Produktionszahlen Dodge Charger SE und verwandte Modelle im Vergleich | Produktionszahlen Dodge Charger SE und verwandte Modelle im Vergleich | Produktionszahlen Dodge Charger SE und verwandte Modelle im Vergleich |
| Modelljahr                                                            | Dodge Charger SE                                                      | Dodge Charger                                                         | Dodge Magnum                                                          | Chrysler Cordoba                                                      |
| --------------------------------------------------------------------- | --------------------------------------------------------------------- | --------------------------------------------------------------------- | --------------------------------------------------------------------- | --------------------------------------------------------------------- |
| 1975                                                                  | 30.812                                                                | –                                                                     | –                                                                     | 150.105                                                               |
| 1976                                                                  | 65.900                                                                | 23.732                                                                | –                                                                     | 120.462                                                               |
| 1977                                                                  | 42.542                                                                | –                                                                     | –                                                                     | 183.146                                                               |
| 1978                                                                  | 2.800                                                                 | –                                                                     | 55.431                                                                | 124.825                                                               |
| 1979                                                                  | –                                                                     | –                                                                     | 25.367                                                                | 88.015                                                                |